# Ганн, Адам
Адам Битти Ганн (англ. Adam Beattie Gunn; 24 декабря 1872, Golspie — 17 августа 1935, Буффало, Нью-Йорк) — американский легкоатлет, серебряный призёр летних Олимпийских игр 1904 года.
На Играх 1904 года в Сент-Луисе Ганн участвовал только в десятиборье. Набрав 5907 очков, он занял второе место и выиграл серебряную медаль.